# Darlene Anaya
Darlene Anya (nascida em 20 de agosto de 1961) é uma ex-judoca norte-americana. Conquistou a medalha de prata na categoria até 48 quilos do judô nos Jogos Olímpicos de 1984.